# Piment hot lemon

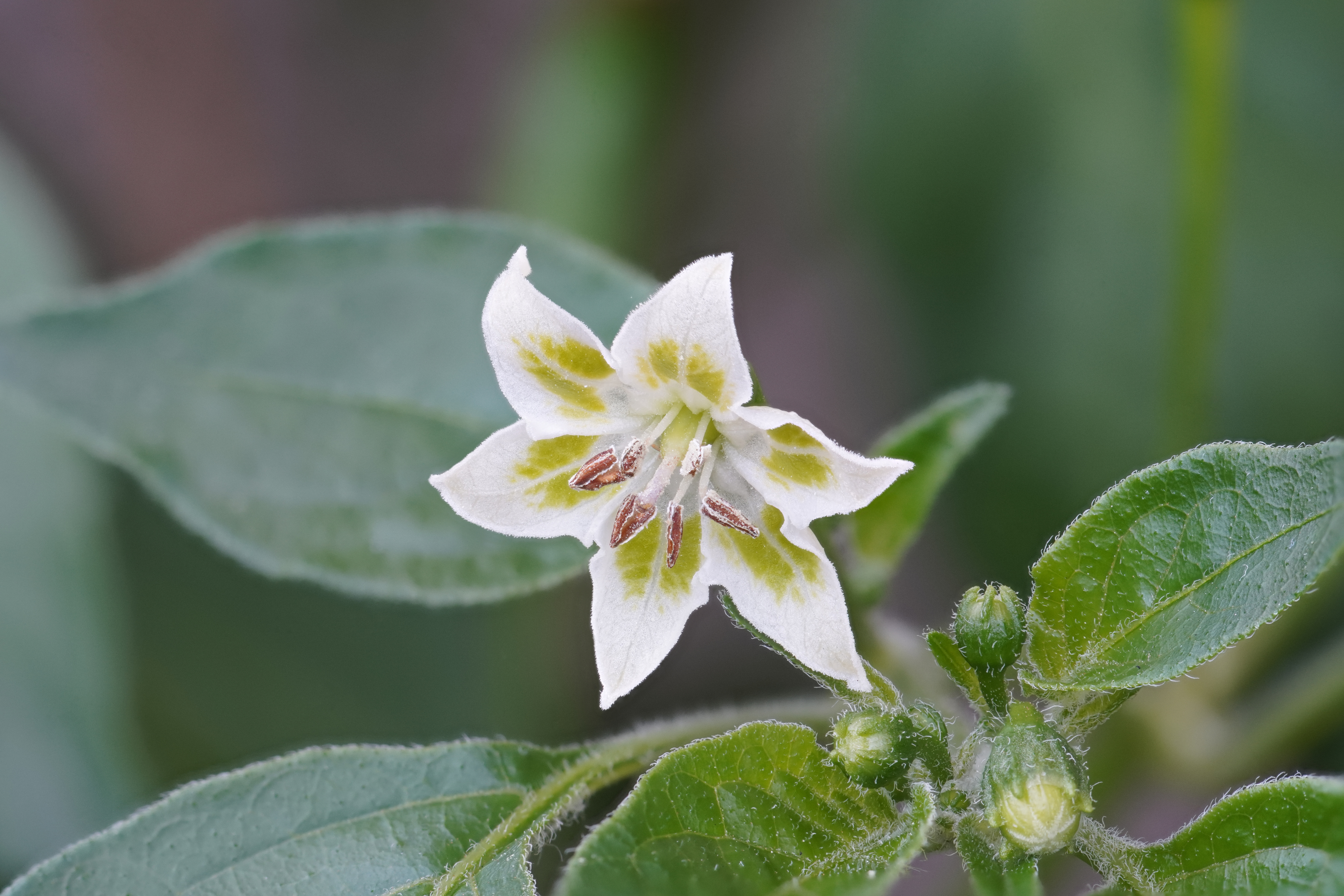
La fleur d'un chili Lemon Drop

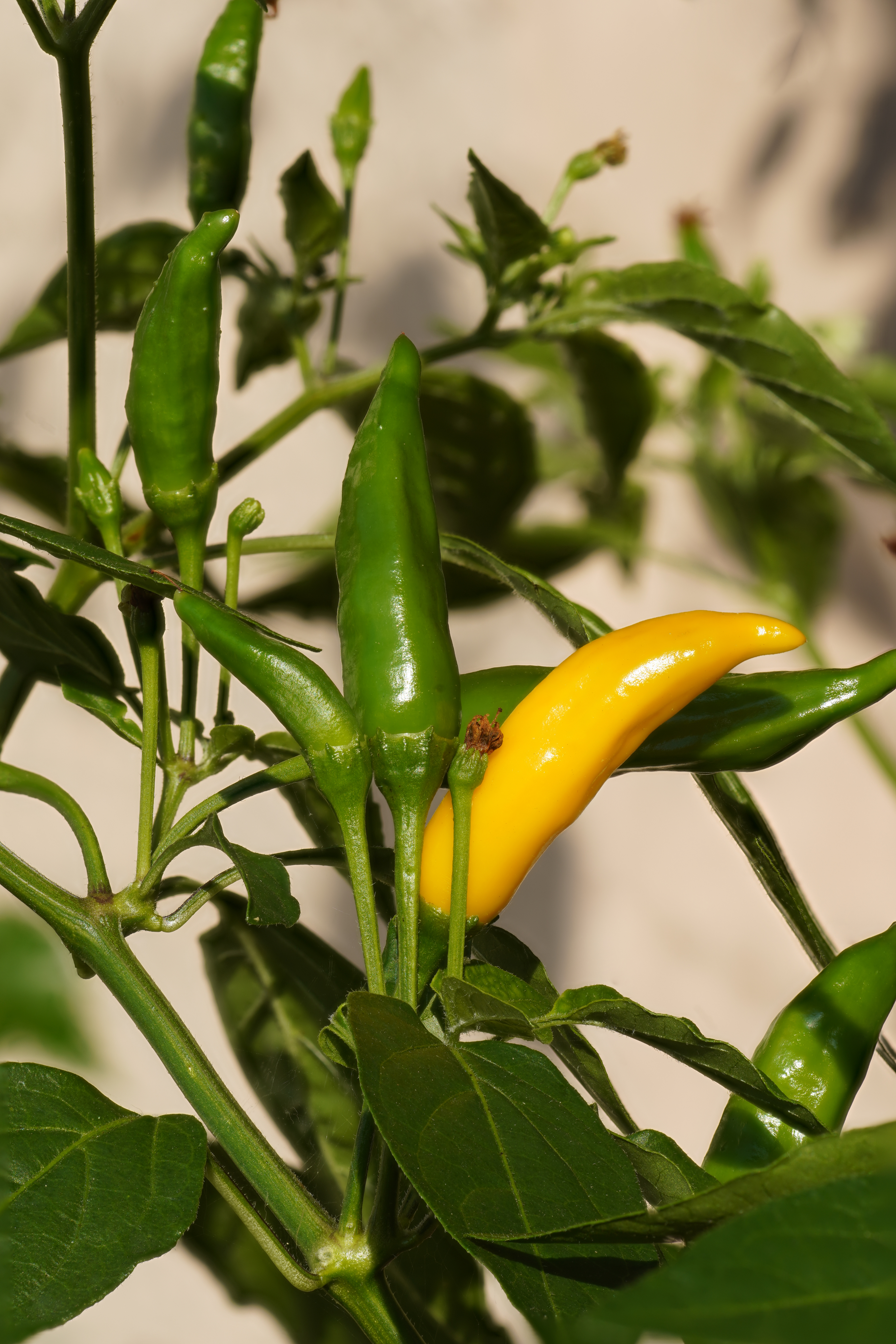
Un plant portant des piments Lemon Drop jaunes (mûrs) et verts (immatures).

Lemon Drop ou Ají Limón est un piment fort, au goût d’agrumes et de citron, populaire au Pérou pour l’assaisonnement, où il est connu sous le nom de qillu uchu. Appartenant à la famille d’espèces baccatum, le Lemon Drop est un piment conique d’environ 60 mm de long et 12 mm de large avec quelques plis.
Les plantes de la variété Lemon Drop sont typiquement représentatives de l'espèce Capsicum baccatum. Au cours de la première année, ils peuvent atteindre une hauteur de 1,5 à 2 m. La plante pousse debout et est très ramifiée. Les feuilles sont vert foncé et relativement étroites, les pétales sont blanchâtres à verts et portent des taches jaunes ou vertes à la base. Le Lemon Drop est un piment à haut rendement : en un an, une plante peut produire plus de 100 fruits. Le délai entre la fécondation des fleurs et la maturation du fruit est d'environ 80 jours.